# Consell General del Marne

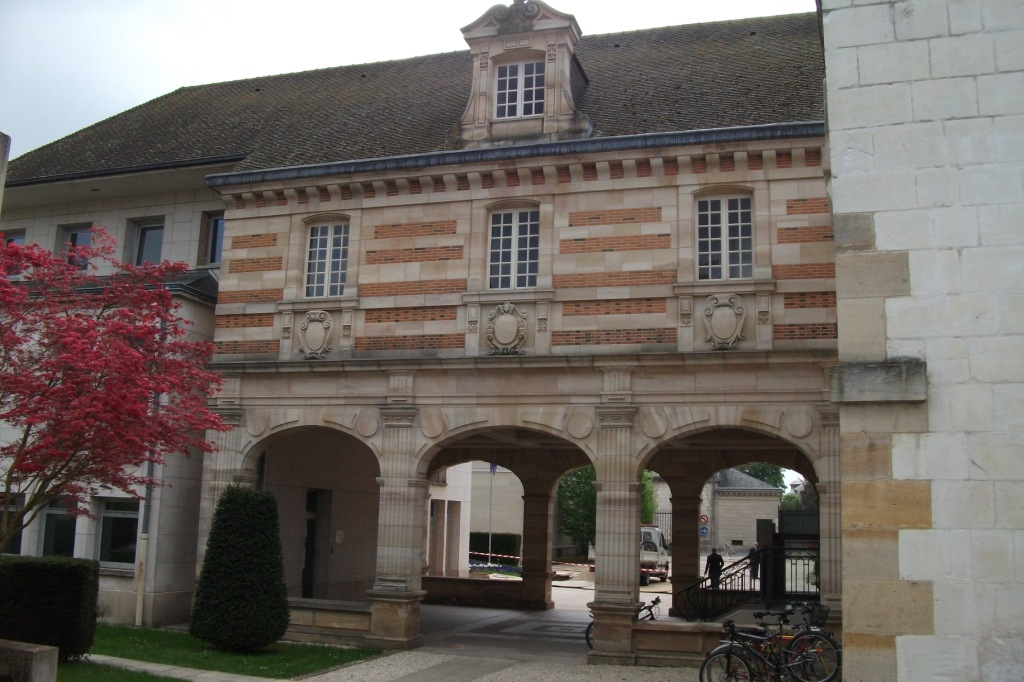
Seu del Consell General

El Consell General del Marne és l'assemblea deliberant executiva del departament francès del Marne a la regió del Gran Est. La seva seu es troba al número 40 de la rue Carnot de Châlons-en-Champagne. Des de 2003, el president és René-Paul Savary (UMP)

## Antics presidents del Consell
- Alphonse Bergaut (radical) (1958-1964)
- Robert Soudant (MRP) (1964-1973)
- Maurice Prévoteau (CD) (1973-1982)
- Albert Vecten (UDF) (1982-2003)
- René-Paul Savary (UMP) (2003 -)

## Composició
El març de 2011 el Consell General del Marne era constituït per 44 elegits pels 44 cantons del Marne.
| Partit                        | Sigles | Electes |
| ----------------------------- | ------ | ------- |
| Oposició (17 escons)          |        |         |
| Partit Socialista             | PS     | 13      |
| Europa Ecologia-Els Verds     | EELV   | 1       |
| Divers gauche                 | DVG    | 3       |
| Majoria (25 escons)           |        |         |
| Unió pel Moviment Popular     | UMP    | 14      |
| Divers droite                 | DVD    | 6       |
| Nou Centre                    | NC     | 1       |
| Aliança Centrista             | AC     | 2       |
| Partit Cristianodemòcrata     | PCD    | 2       |
| No Inscrits (2 escons)        |        |         |
| Sense etiqueta                | SE     | 2       |
| President del Consell General |        |         |
| René-Paul Savary (UMP)        |        |         |

| . | . | . |